# A S.H.I.E.L.D. ügynökei
A S.H.I.E.L.D. ügynökei (eredeti cím: Agents of S.H.I.E.L.D.) 2013 és 2020 között vetített amerikai akciósorozat, amit Joss Whedon, Jed Whedon és Maurissa Tancharoen alkotott. A főbb szerepekben Clark Gregg, Ming-Na Wen, Brett Dalton, Chloe Bennet, Iain De Caestecker, Elizabeth Henstridge, Nick Blood, Adrianne Palicki, Henry Simmons, Luke Mitchell, John Hannah, Natalia Cordova-Buckley és Jeff Ward látható. 
Amerikában az ABC mutatta be 2013. szeptember 24-e és 2020. augusztus 12-e között. Magyarországon az első három évadot a Viasat 3 tűzte műsorára 2014. augusztus 28-a és 2016. november 1-e között. A többi évadot a Disney+ feliratosan mutatta be 2022. június 14-én.

## Cselekmény

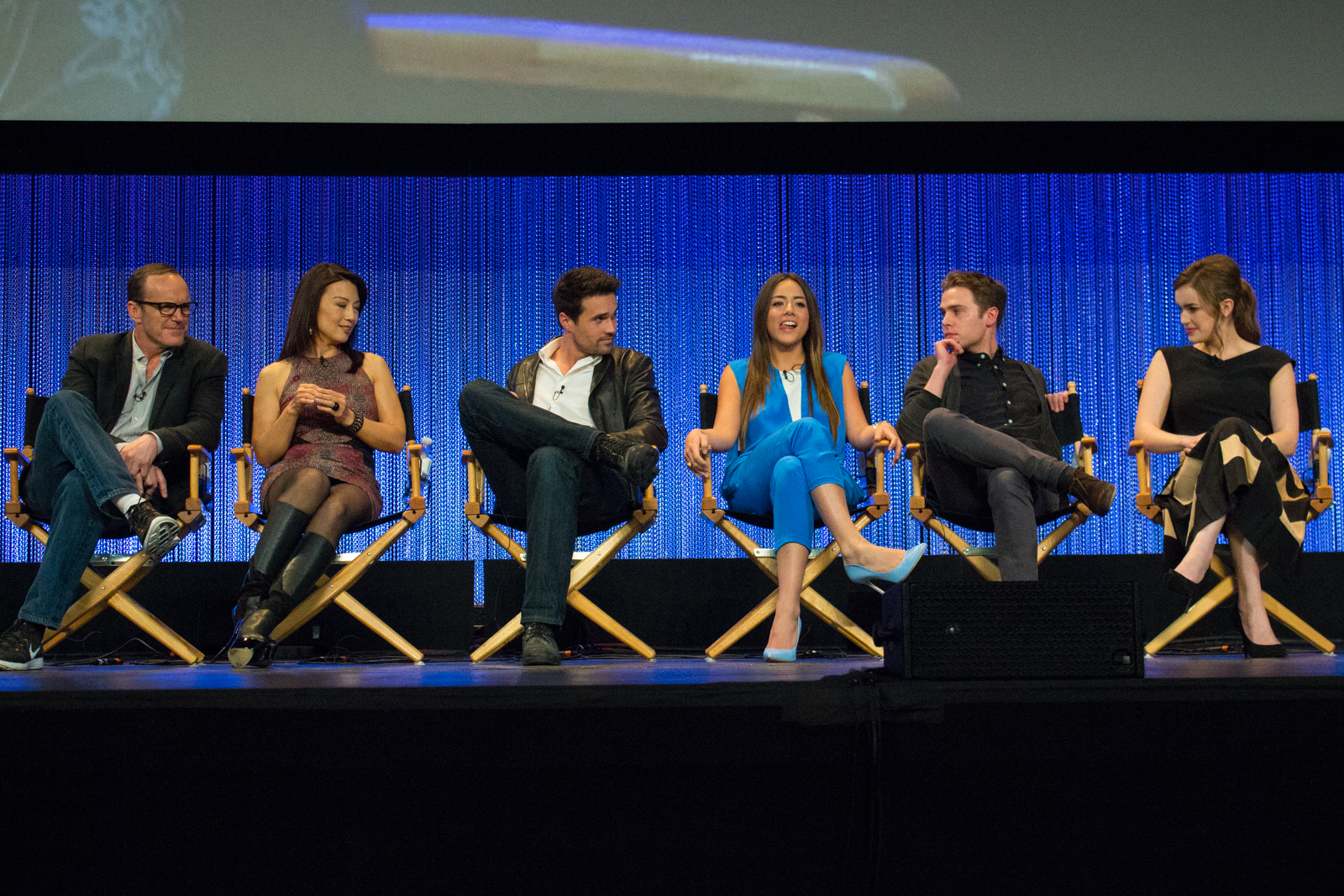
A sorozat stábja 2014-es PaleyFesten. Balról jobbra: Clark Gregg, Ming-Na Wen, Brett Dalton, Chloe Bennet, Iain De Caestecker, Elizabeth Henstridge

Az újraélesztett Phil Coulson, a S.H.I.E.L.D. ügynöke, egy kis ügynökcsapatot állít össze, hogy furcsa új ügyekkel foglalkozzon. A százlábú projekt és annak vezetője, "A tisztánlátó" után nyomoznak, és végül kiderül, hogy a szervezet mögött a Hydra terrorista csoport áll, amely beszivárgott a S.H.I.E.L.D.-be. A S.H.I.E.L.D. megsemmisülését követően a Coulson lesz a szervezet igazgatója, és feladata a szervezet újjáépítése, miközben meg kell küzdenie a Hydra, a S.H.I.E.L.D. emberellenes ügynökeinek frakciója és egy újonnan felfedezett emberfeletti faj, az Embertelenek ellen. Coulson titkos küldetésbe kezd, hogy összeállítsa a Titkos Harcosokat, egy Embertelenekből álló csapatot, mivel a Hydra visszaállítja ősi embertelen vezetőjét, Hive-ot a hatalomba. Raj és a Hydra legyőzése után a S.H.I.E.L.D. ismét legitim szervezetté válik a Szokoviai Egyezmény aláírásával. Coulson visszatér terepen dolgozó ügynökké, hogy a S.H.I.E.L.D.-nek legyen egy nyilvános vezetője, és több feljavított ember, köztük Robbie Reyes / Szellemlovas felkutatásával bízzák meg. Emellett Leo Fitz ügynök és Holden Radcliffe befejezik az életmodellcsali és a Framework virtuális valóság projektekkel kapcsolatos munkájukat. Coulsont és csapatának tagjait elrabolják a Világítótorony űrállomásra a 2091-es évben, ahol meg kell próbálniuk megmenteniük az emberiség maradványait, miközben ki kell találniuk, hogyan juthatnak haza. Miután visszatérnek a jelenbe, ahol szökevényeknek bélyegzik őket, Coulson és csapata azon dolgozik, hogy megakadályozza a látott jövőt. Sikerül legyőzniük a gravitóniummal felszerelt Glenn Talbotot, de Coulson meghal a Szellemlovassal való interakciói miatt. A S.H.I.E.L.D. ügynökei két csoportra oszlanak: az egyik az űrbe indul, hogy megtalálja Fitzet, aki az időutazás után eltűnt, míg a másik a Földön marad, hogy szembenézzen egy zsoldoscsapattal, amelyet a Coulsonra hasonlító Sarge vezet. A csapat, beleértve Coulson élethű csaliját is, az időben ugrál, hogy megakadályozza, hogy a krónikák a Földet új otthonukká, Chronyca-3-nak nevezzék, és a S.H.I.E.L.D.-t kitöröljék a történelemből.

## Szereplők

### Főszereplők
| Színész                 | Szereplő                     | Magyar hang            | Leírás | Évad   |
| ----------------------- | ---------------------------- | ---------------------- | --- | ------ |
| Clark Gregg             | Phillip "Phil" Coulson       | Dolmány Attila         | A S.H.I.E.L.D. ügynöke, aki a T.A.H.H.I.T.I. projektet vezeti, amelynek célja, hogy egy ősi idegen holttestből származó gyógyszer segítségével visszahozzon egy potenciális halott Bosszúállót az életbe. A Bosszúállókban bekövetkezett halála után Fury a T.A.H.I.I.T.I. segítségével feltámasztotta Coulsont, és a projektről szóló emlékeit kicseréltette. Coulson összeállít egy ügynökcsapatot, és beutazzák a világot, hogy furcsa új ügyekkel foglalkozzanak. Később kiderül, hogy az Aida elleni végső csata során a Ghost Rider mellékhatása miatt haldoklik. A gravitoniummal felerősített Glenn Talbot elleni végső csatát követően visszavonul, hogy utolsó napjait Tahitin töltse Mayjel. | 1–6    |
| Clark Gregg             | Sarge / Pachakutiq           |                        | Úgy néz ki, mint Phil Coulson; még a DNS-e is megegyezik. Egy Jacóból, Paxból és Snowflake-ből álló zsoldoscsoportot vezet a Földre egy olyan küldetésre, amelynek során idegen paraziták által megszállt embereket kell célba venni. | 6      |
| Clark Gregg             | LMD Phil Coulson             |                        | Izel és Sarge halála után Enoch és Simmons a korábbi L.M.D.-ek maradványai és a keretrendszerbe mentett Coulson emlékei felhasználásával létrehozták Phil Coulson életmodell-csaliját, amelyet a Chronicom technológiával fejlesztettek tovább. | 7      |
| Ming-Na Wen             | Melinda May                  | Vándor Éva             | A S.H.I.I.E.L.D. pilótája és fegyverszakértője, akit "a lovasság" becenévre kereszteltek, akarata ellenére, egy bahreini küldetés után, ahol megmentett egy egész S.H.I.I.E.L.D.-csapatot egy gazembertől. | 1–7    |
| Brett Dalton            | Grant Ward                   | Bozsó Péter            | Politikusok fia, akit szülei és idősebb testvére, Christian bántalmaztak, miközben felnőtt. Miután megpróbálja megölni Christiant a házuk felgyújtásával, Grant találkozik John Garrett-tel, a Hydra kettős ügynökével a S.H.I.E.L.D.-en belül, aki kiképzi Grantet, hogy képzett ügynökké váljon. | 1–4    |
| Brett Dalton            | Raj                          | Bozsó Péter            | Parazita, aki képes más emberfajták elméjével kapcsolatba lépni és irányítani azokat, valamint az emberekből táplálkozni vagy megszállni őket. | 3      |
| Chloe Bennet            | Skye / Daisy Johnson / Quake | Bogdányi Titanilla     | Calvin Johnson és Embertelen felesége, Jiaying gyermekeként született Kínában, de hamarosan elrabolták a S.H.I.E.L.D. ügynökei, és apácák nevelték fel árván. A "Skye" nevet vette fel, és képzett hacktivistává vált, aki olyan szervezetekkel szállt szembe, mint a S.H.I.E.L.D. | 1–7    |
| Iain De Caestecker      | Leopold "Leo" James Fitz     | Czető Roland           | Coulson csapatába kerül, mint mérnöki és fegyverszakértő, és végig technikai támogatást nyújt a csapatnak. | 1–7    |
| Elizabeth Henstridge    | Jemma Simmons                | Simonyi Réka           | Coulson csapatába került, mint biokémikus (emberi és idegen) szakértő, és szoros kötelék fűzi Fitz ügynökhöz, mivel együtt végezték el a S.H.I.E.L.D. akadémiát. | 1–7    |
| Nick Blood              | Lance Hunter                 | Horváth-Töreki Gergely | SAS hadnagyból lett zsoldos, Coulson kérésére csatlakozik a Hidra utáni S.H.I.E.L.D.-hez, miután volt felesége, Bobbi Morse ajánlotta.. | 2–3, 5 |
| Adrianne Palicki        | Barbara 'Bobbi' Morse        | Peller Mariann         | Hunter volt felesége és a S.H.I.E.L.D. ügynöke. | 2–3    |
| Henry Simmons           | Alphonso "Mack" Mackenzie    | Kálid Artúr            | S.H.I.E.L.D. szerelő Robert Gonzales vezetésével, az "igazi S.H.I.E.L.D." egyik alapító tagja, és Morse-szal beépül Coulson csoportjába. | 2–7    |
| Luke Mitchell           | Lincoln Campbell             | Kisfalusi Lehel        | Embertelen orvos, aki képes irányítani az elektromos töltéseket. | 2–3    |
| John Hannah             | Holden Radcliffe             | Galbenisz Tomasz       | Transzhumanista, aki hisz az emberiség fejlesztésével történő javulásában. | 3–4    |
| Natalia Cordova-Buckley | Elena 'Yo-Yo' Rodriguez      | Törtei Tünde           | Kolumbiai Embertelen, aki egy szívverés erejéig képes szupersebességgel mozogni, mielőtt visszatérne arra a pontra, ahonnan elindult. | 3–7    |
| Jeff Ward               | Deke Shaw                    |                        | A végső túlélő és egy "csibészes dögevő" a Világítótorony űrállomáson 2091-ben. | 5–7    |

### Mellékszereplők
| Színész                                                     | Szereplő                            | Magyar hang                                   | Leírás | Évad   |
| ----------------------------------------------------------- | ----------------------------------- | --------------------------------------------- | --- | ------ |
| J. August Richards                                          | Mike Peterson / Deathlok            | Viczián Ottó                                  | Hétköznapi ember, akit a Százlábú projekt keretében mesterségesen feljavítottak az Extremisz-tartalmú Százlábú szérummal. | 1–2, 5 |
| David Conrad                                                | Ian Quinn                           | Kőszegi Ákos                                  | Gazdag iparmágnás / filantróp, a Quinn Worldwide vezérigazgatója és Franklin Hall egykori partnere, aki részt vesz a The Clairvoyant-ban. | 1, 5   |
| Ruth Negga                                                  | Raina                               | Gáspár Kata                                   | Calvin Johnson nevelte fel, és Embertelen örökségéről szóló történetekkel nőtt fel, valamint azzal a lehetőséggel, hogy még több lehet. | 1–2, 5 |
| Saffron Burrows (1. évad) Rachele Schank (7. évad)          | Victoria Hand                       | Spilák Klára                                  | Magas rangú S.H.I.I.E.L.D. ügynök, aki a Hubot, a S.H.I.E.L.D. bázisát vezeti. Miután rájött, hogy a Hydra a S.H.I.I.E.L.D.-en belül is létezik, Coulson ellen fordul, mivel azt hiszi, hogy kettős ügynök.                                                                                             | 1, 7   |
| Maximilian Osinski                                          | Davis                               |                                               | A S.H.I.E.L.D. ügynöke, aki Phil Coulson csoportjával együtt dolgozott a Hydra-felkelés előtt a StatiCorp részecskegyorsító komplexumában történt robbanás kivizsgálásán. | 1, 4–7 |
| Christine Adams                                             | Anne Weaver                         | Nádasi Veronika                               | A S.H.I.E.L.L.D. Tudományos és Technológiai Akadémia igazgatója. | 1–2    |
| Bill Paxton (1. évad) James Paxton (7. évad)                | John Garrett / Látnok               | Galambos Péter                                | A S.H.I.E.L.D. ügynöke volt, akit holtan hagytak, de túlélte, miután az első Deathlokká vált. | 1, 7   |
| B. J. Britt                                                 | Antoine Triplett                    | Barabás Kiss Zoltán                           | Garrett-tel dolgozott a Hydra leleplezéséig, majd csatlakozik Coulson csapatához. | 1–2, 4 |
| Adrian Pasdar                                               | Glenn Talbot / Graviton             | Rosta Sándor                                  | Az Amerikai Egyesült Államok Légierejének ezredese, majd dandártábornoka, aki a szervezet feloszlatása után aktív S.H.I.E.L.D.-ügynökökre vadászik.. | 1–5    |
| Patton Oswalt                                               | Eric Koenig                         | Kapácsy Miklós                                | Négyes ikrek. A Providence-i bázison állomásozott, és segített Coulsonnak a Hydra felbukkanása után, de Ward megölte őt. | 1      |
| Patton Oswalt                                               | Billy Koenig                        | Kapácsy Miklós                                | A játszótéri bázison állomásoztak, ahová Coulson és csapata a Hydra felbukkanása után ment. | 1–2, 4 |
| Patton Oswalt                                               | Sam Koenig                          | Kapácsy Miklós                                | A játszótéri bázison állomásoztak, ahová Coulson és csapata a Hydra felbukkanása után ment. | 2, 4   |
| Patton Oswalt                                               | Thurston Koenig                     |                                               | Slam poet aktivista, aki nem S.H.I.E.L.D. ügynök, és Eric halála miatt "birkáknak" nevezi őket. | 4      |
| Patton Oswalt                                               | Ernest "Hazard" Koenig              |                                               | A négyes ikrek nagypapája. 1931-ben egy postahivatal alatt lévő italbár tulajdonosa, amely a jövőben az S.S.R. tulajdonába kerül. | 7      |
| Kyle MacLachlan                                             | Calvin Johnson                      | Mikula Sándor                                 | Fiatal orvos, Kínában találkozott az Embertelen Jiayinggal. Végül összeházasodtak, és született egy lányuk, Daisy. | 1–2    |
| Reed Diamond                                                | Werner Reinhardt / Daniel Whitehall | Király Adrián                                 | Magas rangú náci tiszt és a Hydra elit tagja 1945-ben a Divinerrel kísérletezett, amikor a bázisát elfoglalta az SSR, és életfogytiglani börtönbe zárták. | 2–3, 5 |
| Simon Kassianides                                           | Sunil Bakshi                        | Tarján Péter                                  | Whitehall jobbkeze, közreműködik a Hydra alanyainak agymosásában, köztük Kara Palamas S.H.I.E.L.D. ügynöknek, aki később azzal áll bosszút, hogy maga is agymosást hajt végre Bakshi ellen. | 2, 4   |
| Brian Patrick Wade                                          | Carl Creel                          | Sarádi Zsolt                                  | Garrett által beszervezett és Whitehall által agymosott Hydra-ügynök, aki képes magába szívni mindannak a tulajdonságait, amihez hozzáér. | 2–3, 5 |
| Maya Stojan                                                 | Kara Palamas / 33-as ügynök         | Kis-Kovács Luca                               | A S.H.I.E.L.D. ügynöke, akit az akkor beépített Morse elárult a Hydrának, és akit Bakshi és Whitehall agymosásnak vetett alá. | 2      |
| Dichen Lachman                                              | Jiaying                             | Czirják Csilla                                | Calvin Johnson Embertelen felesége, valamint Daisy és Kora édesanyja. | 2      |
| Jamie Harris (2. évad) Fin Argus (7. évad)                  | Gordon                              | Élő Balázs                                    | Szem nélküli Embertelen, aki képes teleportálni és erőtereket bocsát ki. | 2, 7   |
| Blair Underwood (Andrew) Matt Willig (Lash)                 | Andrew Garner / Lash                | Nagypál Gábor (Andrew) Törköly Levente (Lash) | May volt férje és a Culver Egyetem pszichológusa, aki tehetséges embereket értékel a S.H.I.E.L.D. számára. Később szörnyé változik, aki energiaképességeit arra használja, hogy "méltatlan" emberfajtákra vadásszon és ölje meg őket.                                                                   | 2–3, 5 |
| Edward James Olmos                                          | Robert Gonzales                     | Szersén Gyula                                 | Idős S.H.I.E.L.D. ügynök, taktikus és az Iliász parancsnoka a S.H.I.E.L.D. bukása idején, akinek feladata a Kree monolit védelme. | 2      |
| Alicia Vela-Bailey                                          | Alisha Whitley                      | Solecki Janka                                 | Duplikáló Embertelen, aki hűséges volt Jiayinghoz, amíg meg nem tudta, hogy az utóbbi kezdte a háborút a S.H.I.E.L.D.-del. | 2–3    |
| Daz Crawford                                                | Kebo                                | Bognár Tamás                                  | A Hydra tagja, Ward parancsnokhelyettese, amíg Morse meg nem öli. | 2–3    |
| Constance Zimmer                                            | Rosalind Price                      | Náray Erika                                   | Az ATCU vezetője, ami a S.H.I.E.L.D.-vel keresztezi útjait az Embertelenek utáni vadászat során. | 3      |
| Andrew Howard                                               | Luther Banks                        | Barabás Kiss Zoltán                           | ATCU ügynök és egykori tengerészgyalogos, aki hűséges Price-hoz. Giyera megöli. | 3      |
| Juan Pablo Raba                                             | Joey Gutierrez                      | Seszták Szabolcs                              | Embertelen és egykori építőmunkás, aki bizonyos fémek megolvasztásának képességével rendelkezik, és akit a S.H.I.E.L.D. toboroz Daisy Johnson Titkos Harcosok csapatába. | 3      |
| Spencer Treat Clark                                         | Werner von Strucker                 | Jakab Márk                                    | A Hydra vezetőjének, "Wolfgang" von Strucker bárónak a fia, akit Wolfgang halála után Ward toboroz a Hydrához. | 3, 5   |
| Powers Boothe (3. évad) Cameron Palatas (3, 7. évad)        | Gideon Malick                       | Barbinek Péter Baráth István                  | A Biztonsági Világtanács egykori tagja és a Hydra titkos vezetője, aki apja, Wilfred 1970-ben bekövetkezett halála után került hatalomra. | 3, 7   |
| Mark Dacascos                                               | R. Giyera                           |                                               | Telekinetikus embertelen, az ATCU biztonsági főnöke, aki titokban Malickhoz hűséges. | 3      |
| Axle Whitehead                                              | J. T. James / Hellfire              | Szabó Máté                                    | Embertelen, akit Jiaying megtagadta a Terrigenezis jogát, és száműzte a túlvilágról. | 3–4    |
| Alexander Wraith                                            | Anderson                            | Kapácsy Miklós                                | A S.H.I.E.L.D. ügynöke és Coulson asszisztense. | 3–4    |
| Joel Dabney Courtney (3. évad) Thomas E. Sullivan (7. évad) | Nathaniel Malick                    | Hamvas Dániel                                 | Gideon testvére, akit feláldozott Hive-nak. | 3, 7   |
| Briana Venskus                                              | Piper                               |                                               | A S.H.I.E.L.D. ügynöke és May csapata tagja. | 3–7    |
| Mallory Jansen                                              | Aida "Ophelia" / Madame Hydra       |                                               | Egy android test, amely Radcliffe egykori szeretőjén és partnerén, Agnes Kitsworth-en (akit szintén Jansen alakított) alapul, és amelybe átültette AIDA mesterséges intelligenciáját. | 3–4    |
| Gabriel Luna                                                | Robbie Reyes / Szellemlovas         |                                               | Mechanikus, akit testvérével, Gabe-bel együtt megtámadtak bandatagok, akiket felbéreltek, hogy megöljék nagybátyjukat, Eli Morrow-t. Gabe lebénult, Robbie-t pedig megölték, de az életét megmentette, amikor egy motoros Szellemlovas átadta Robbie-nak az erejét, így egy új Szellemlovas jött létre. | 4      |
| Lorenzo James Henrie                                        | Gabe Reyes                          |                                               | Robbie öccse, aki lebénult abban a balesetben, amelynek következtében Robbie-ból Szellemlovas lett. | 4      |
| Lilli Birdsell                                              | Lucy Bauer                          |                                               | tudós volt, aki a Momentum Labs-ben dolgozott egy olyan csoportban, amelynek tagja volt a férje, Joseph és Eli Morrow mérnök is. | 4      |
| Jason O'Mara                                                | Jeffrey Mace / Patriot              |                                               | A S.H.I.E.L.D. új igazgatója, akit azért neveztek ki, hogy megpróbálja helyreállítani a közvélemény bizalmát, miután Steve Rogers és a Bosszúállók több tagja a Sokoviai Egyezmény miatt nyilvánosan kitiltásra került.                                                                                 | 4      |
| Parminder Nagra                                             | Ellen Nadeer                        |                                               | Szenátor és a Humans First mozgalom vezetője, aki gyűlöli az emberteleneket, miután anyja meghalt a Chitauri invázió során. | 4      |
| Patrick Cavanaugh                                           | Burrows                             |                                               | A S.H.I.I.E.L.D. PR részlegének tagja, aki hűséges Mace-hez. | 4      |
| José Zúñiga                                                 | Eli Morrow                          |                                               | Robbie és Gabe Reyes nagybátyja, és mérnök, aki segített felnevelni unokaöccseit. | 4–5    |
| Zach McGowan                                                | Anton Ivanov / The Superior         |                                               | "The Superior" néven ismert, visszahúzódó orosz iparmágnás, aki a hagyományos értékek és a régimódi hardverek híve a modern technológiával és a földönkívüli entitásokkal szemben. | 4      |
| Jordan Rivera                                               | Hope Mackenzie                      |                                               | Mack lánya. | 4      |
| Joel Stoffer                                                | Enoch Coltrane                      |                                               | Krónikus antropológus a Chronyca-2 bolygóról, aki embernek adja ki magát. | 4–7    |
| Eve Harlow                                                  | Tess                                |                                               | A Világítótorony leleményes, önellátó lakója, aki reménykedik a jobb jövőben. | 5      |
| Dominic Rains                                               | Kasius                              |                                               | Kree nemes és maximalista 2091-ben, aki a Világítótorony felügyelője. | 5      |
| Florence Faivre                                             | Sinara                              |                                               | Női Kree a 2091-es évben, aki Kasius helyetteseként, végrehajtóként és a Kree Őrség vezetőjeként szolgál. | 5      |
| Pruitt Taylor Vince                                         | Grill                               |                                               | A világítótorony roncstelepének "durva munkafelügyelője", aki könyörtelen temperamentummal rendelkezik, és akinek nincsenek illúziói a világgal kapcsolatban, amelyben él. | 5      |
| Coy Stewart                                                 | Flint                               |                                               | Fiatalember és a Világítótorony lakója, aki szeretne valamit kezdeni magával, és bebizonyítani, hogy nagy dolgokra képes. | 5–7    |
| Catherine Dent                                              | Hale                                |                                               | Női dandártábornok és Ruby anyja, aki Phil Coulson csoportjára vadászik a Glenn Talbot-tal történtek után. | 5      |
| Dove Cameron                                                | Ruby Hale                           |                                               | Hale tábornok lánya, aki megszállottan szereti Daisy Johnsont. | 5      |
| Peter Mensah                                                | Qovas                               |                                               | A Konföderáció képviselője, akinek Hale tábornok válaszol. | 5      |
| Barry Shabaka Henley                                        | Marcus Benson                       |                                               | Természettudományi professzor és Andrew Garner kollégája, akit May toborzott, hogy felajánlja tudományos szakértelmét a S.H.I.E.L.D.-nek. | 6      |
| Winston James Francis                                       | Jaco                                |                                               | Okos és erős, meg nem nevezett idegen zsoldos, aki Sarge csoportjának tagja. | 6      |
| Brooke Williams                                             | Snowflake                           |                                               | Űrhajós, aki Sarge csoportjának tagja, és akit vonz a halál és a feltámadás. | 6      |
| Matt O’Leary                                                | Pax                                 |                                               | Veszélyes, de humoros zsoldos, aki Sarge csoportjának tagja. | 6      |
| Christopher James Baker                                     | Malachi                             |                                               | Krónikavadász a Chronyca-2-ből, aki Fitzet veszi célba, és Atarahnak felel. | 6      |
| Karolina Wydra                                              | Izel                                |                                               | Titokzatos, vörös hajú, testetlen idegen zsoldosnő, aki megvásárolja Fitzet, Simmonst és Enochot Mr. Kitsontól, hogy segítsenek neki egy földi küldetésben, hogy megtalálja Di'Allas-t. | 6      |
| Darren Barnet (1931) Neal Bledsoe (1955)                    | Wilfred "Freddy" Malick             |                                               | Egy postahivatal alatti italbár portása 1931-ben. 1955-re hatalomra jutott a Hydra és látszólag a S.H.I.E.L.D.-ben. | 7      |
| Luke Baines                                                 | Luke                                |                                               | Krónikavadász, aki a S.H.I.E.L.D. teremtésének megállításán dolgozik. | 7      |
| Enver Gjokaj                                                | Daniel Sousa                        |                                               | A S.H.I.I.E.L.D. Los Angeles-i irodájának vezetője. | 7      |
| Tamara Taylor                                               | Sibyl                               |                                               | Chronicom előrejelző, amely képes jövőbeli valószínűségeket meghatározni egy időfolyamnak nevezett eszköz segítségével. | 7      |
| Dianne Doan                                                 | Kora                                |                                               | Energiamanipulációs képességekkel rendelkező embertelen, Jiaying lánya és Daisy féltestvére. | 7      |

### Vendégszereplők
| Színész                | Szereplő                | Magyar hang                                      | Leírás | Évad |
| ---------------------- | ----------------------- | ------------------------------------------------ | --- | ---- |
| Cobie Smulders         | Maria Hill              | Szinetár Dóra                                    | A S.H.I.E.L.D. korábbi igazgatóhelyettese. | 1–2  |
| Samuel L. Jackson      | Nick Fury               | Vass Gábor                                       | A S.H.I.E.L.D. korábbi igazgatója. | 1    |
| Maximiliano Hernández  | Jasper Sitwell          | Maday Gábor                                      | Hydra ügynök a S.H.I.E.L.D.-en belül, aki Hale és Strucker mellett képezte ki magát. | 1    |
| Jaimie Alexander       | Sif                     | Balogh Anna (1. évad) Bánfalvi Eszter (2. évad)  | Asgardi harcos. | 1–2  |
| Titus Welliver         | Felix Blake             | Áron László                                      | Egy S.H.I.E.L.D. ügynök, akinek a gerincét Deathlok törte el. | 1, 3 |
| Ron Glass              | Streiten                | Barbinek Péter                                   | A S.H.I.E.L.D. orvosa, aki felügyelte Coulson feltámadását. | 1    |
| Shannon Lucio          | Debbie                  | Agócs Judit                                      | A Százlábú Projekt tudósa, aki Mike Petersonnal dolgozott. | 1    |
| Leonor Varela          | Camilla Reyes           | Horváth Lili                                     | A perui hadsereg tagja és Phil Coulson régi kollégája, aki a 0-8-4-et kereste a kormánya számára. | 1    |
| Ian Hart               | Franklin Hall           | Harsányi Gábor                                   | S.H.I.E.L.D. tanár, aki a gravitoniummal kísérletezett, amelyet korábbi társa, Ian Quinn szerzett. Később csapdába esett a gravitoniumban.                                                                                  | 1    |
| Cullen Douglas         | Edison Po               | Dézsy Szabó Gábor                                | Százlábú projekt vezetője. Később a Látnok megölte, mert cserben hagyta őt. | 1    |
| Louis Ozawa Changchien | Chan Ho Yin / Perzselő  | Rada Bálint                                      | Pirokinézissel rendelkező utcai előadóművész, aki csatlakozik Rainához és a Százlábú Projekthez, hogy fokozza az erejét, miközben titokban kiszívták a vérlemezkéit, hogy javítsák a Százlábú Formulát. Melinda May megöli. | 1    |
| Peter MacNicol         | Elliot Randolph         | Holl Nándor (1. évad) Kassai Károly (3. évad)    | Asgardi kőműves és egykori berserker, aki emberi főiskolai professzornak adja ki magát. | 1, 3 |
| Erin Way               | Petra Larsen            | Dögei Éva                                        | Jakob Nystrom barátnője és az északi pogány gyűlöletcsoport társvezetője, amely a Berserker bot darabjait kereste. | 1    |
| Rob Huebel             | Lloyd Rathman           | Czvetkó Sándor                                   | A Kester, Dyer és Rathman LLP vagyonkezelési igazgatója, akinek a számítógépén Skye Melinda May álnéven a tranzakciót kellett megszereznie, miután az offshore számláját Vanchat egyik tranzakciója alapján lenyomozták.    | 1    |
| Dylan Minnette         | Donnie Gill             | Berkes Bence (1. évad) Markovics Tamás (2. évad) | A S.H.I.E.L.L.D. Tudományos és Technológiai Akadémia kadétja, aki egy időjárás-szabályozó géppel végzett kísérletet követően kriokinetikus képességekre tesz szert.                                                         | 1–2  |
| Maiara Walsh           | Callie Hannigan         | Tamási Nikolett                                  | A S.H.I.E.L.L.D. Tudományos és Technológiai Akadémia kadétja. | 1    |
| Elena Satine           | Lorelei                 | Pikali Gerda                                     | Asgardi, aki képes elcsábítani minden férfit. Megszökött Malekith támadásakor Asgard ellen. | 1    |
| Patrick Brennan        | Marcus Daniels          | Epres Attila                                     | Tudós, aki a Sötét Erővel végzett kísérletet követően képes volt bármi energiát kiszívni. Felrobban, miután a S.H.I.E.L.D. gamma-sugárzással táplált tiszta fénynek teszi ki.                                               | 1    |
| Hayley Atwell          | Peggy Carter            | Náray Erika                                      | A S.H.I.I.E.L.D. társalapítója. | 2    |
| Neal McDonough         | Timothy "Dum Dum" Dugan | Hegedüs Miklós                                   | A Howling kommandó tagja. | 2    |
| Kenneth Choi           | Jim Morita              | Pálfai Péter                                     | A Howling kommandó tagja. | 2    |
| Lucy Lawless           | Isabelle Hartley        | Kocsis Mariann                                   | Veterán S.H.I.E.L.D. ügynök. Carl Creel öli meg. | 2    |
| Adam Kulbersh          | Kenneth Turgeon         | Vári Attila                                      | A Hydra Laboratories tudósa Simmons-szal. | 2    |
| Tim DeKay              | Christian Ward          | Jakab Csaba                                      | Massachusetts-i szenátor, Grant és Thomas bántalmazó testvére. Grant később a képernyőn kívül megöli Christiant. | 2    |
| Brian Van Holt         | Sebastian Derik         | Haás Vander Péter                                | Egykoru S.H.I.E.L.D. bérgyilkos, akit feltámasztotta a T.A.H.H.I.T.I. program | 2    |
| Henry Goodman          | List                    | Németh Gábor                                     | A Hydra tudósa, aki érdeklődik az Embertelenek iránt | 2    |
| Adrian Pasdar          | Vin-Tak                 | Varga Rókus                                      | Kree, aki el akarja pusztítani az obeliszket és az Emberteleneket. | 2    |
| Kirk Acevedo           | Tomas Calderon          | Welker Gábor                                     | Az "igazi S.H.I.E.L.L.D." egyik vezetője. Skye súlyosan megsebesítette. | 2    |
| Derek Phillips         | O'Brien                 | Maday Gábor (2. évad) Welker Gábor (3. évad)     | S.H.I.E.L.D. ügynök. Később átalakul egy primitív embertelenné. | 2–3  |
| Winter Ave Zoli        | Eva Belyakov            | Solecki Janka                                    | Embertelen, akit May megölt Bahreinben. | 2    |
| William Sadler         | Matthew Ellis           | Rosta Sándor (1. hang) Harsányi Gábor (2. hang)  | Az Amerikai Egyesült Államok elnöke. | 3    |
| James Hong             | William May             | Harsányi Gábor                                   | Melinda May apja. | 3    |
| Dillon Casey           | Will Daniels            | Horváth Illés                                    | Maveth-en rekedt űrhajós, aki beleszeret Simmonsba, és feláldozza magát, hogy megmentse őt a Hive-től. | 3    |
| Paul Lincoln Alayo     | Francisco Rodriguez     | Eredeti hang                                     | Elena unokatestvére, aki segített a tevékenységében. Victor Ramon ölte meg. | 3    |
| Ravil Isyanov          | Anton Petrov            | Mihályi Győző                                    | Orosz küldött, aki egy embertelen menedékhelyet tervez és Gideon Malickkal szövetkezik. Lance Hunter megöli. | 3    |
| Bethany Joy Galeotti   | Stephanie Malick        | Mezei Kitty                                      | Gedeon lánya. Raj megöli. | 3    |
| Kristof Konrad         | Androvich               | Eredeti hang                                     | Orosz tábornok és embertelen, aki képes sötét árnyéklényeket manifesztálni és irányítani. Bobbi Morse ölte meg. | 3    |
| Gaius Charles          | Ruben Mackenzie         | Varga Gábor                                      | Mack testvére. | 3    |
| Bjørn Johnson          | Charles Hinton          | Várkonyi András                                  | Egy embertelen. Amikor megérint valakit, látja és megmutatja neki a jövőbeli halál látomását. Meghalt, amikor megmentette Daisy-t Gideon Malick-tól.                                                                        | 3    |

## Epizódok
| Évad | Évad | Epizódok | Eredeti sugárzás     | Eredeti sugárzás    | Eredeti adó | Magyar sugárzás     | Magyar sugárzás    | Magyar adó |
| Évad | Évad | Epizódok | Évadpremier          | Évadfinálé          | Eredeti adó | Évadpremier         | Évadfinálé         | Magyar adó |
| ---- | ---- | -------- | -------------------- | ------------------- | ----------- | ------------------- | ------------------ | ---------- |
|      | 1.   | 22       | 2013. szeptember 24. | 2014. május 13.     | ABC         | 2014. augusztus 28. | 2014. november 13. | Viasat 3   |
|      | 2.   | 22       | 2014. szeptember 23. | 2015. május 12.     | ABC         | 2015. szeptember 3. | 2015. december 17. | Viasat 3   |
|      | 3.   | 22       | 2015. szeptember 29. | 2016. május 17.     | ABC         | 2016. augusztus 22. | 2016. november 1.  | Viasat 3   |
|      | 4.   | 22       | 2016. szeptember 20. | 2017. május 16.     | ABC         | 2022. június 14.    | 2022. június 14.   | Disney+    |
|      | 5.   | 22       | 2017. december 1.    | 2018. május 18.     | ABC         | 2022. június 14.    | 2022. június 14.   | Disney+    |
|      | 6.   | 13       | 2019. május 10.      | 2019. augusztus 2.  | ABC         | 2022. június 14.    | 2022. június 14.   | Disney+    |
|      | 7.   | 13       | 2020. május 27.      | 2020. augusztus 12. | ABC         | 2022. június 14.    | 2022. június 14.   | Disney+    |

## Fogadtatás

### Nézettség és értékelések
Az Egyesült Államokban A S.H.I.E.L.D. ügynökei premier epizódja 4,7/14-es nézettségi arányt ért el a 18–49 éves korosztályban, összesen 12,12 millió nézővel, így ez lett az elmúlt négy év legnagyobb nézettségű hálózati drámasorozat-debütálása. Bár a sorozat erősen indított, még az NCIS ellenében is jó nézettséget produkálva, a következő két hónapban jelentős visszaesést tapasztalt, ennek ellenére továbbra is a kedd esték legnézettebb műsora maradt a 18–49 éves férfiak körében. Összességében a harmadik legnépszerűbb műsor volt a magasabb jövedelmű fiatal felnőttek körében a Modern család és az Agymenők mögött. Emellett kiemelkedő volt a DVR-felvételek száma is, amelyek a TV Guide szerint „az egekbe szöktek”.
2016 márciusában Alisha Grauso, a Forbes újságírója A S.H.I.E.L.D. ügynökei sorozatról és annak nézettségéről írt elemzést, amelyben megjegyezte, hogy a sorozat „sosem lett igazán az a nézettségi siker az ABC számára, amire a csatorna számított… Egyetlen filmforgatókönyvet is nehéz úgy megírni, hogy illeszkedjen a Marvel Moziverzum kontinuitásába, egy teljes televíziós évad esetében pedig még nehezebb, amelynek egyszerre kell a nagyobb univerzumhoz kapcsolódnia, miközben önálló alkotásként is működnie kell.” Grauso véleménye szerint a sorozat nézettsége javulhatna, ha vagy arra koncentrálna, hogy önmagában a lehető legjobb sorozat legyen (kevesebb kapcsolódással a filmekhez, mint például a Marvel Netflix-sorozatai esetében), vagy ha kifejezetten a Bosszúállók világának kiegészítőjeként és kísérő tartalmaként működne. Végül így fogalmazott: „Mindkét esetben az lenne a kívánatos eredmény, hogy a nézettség növekedjen és stabil maradjon. Az első forgatókönyvnél lehet, hogy néhány rajongó elveszik a Marvel Moziverzumtól való elszakadás miatt, de egy erősebb történetvezetés és következetesebb írás visszacsábíthatja őket – és új nézőket is hozhat. A második esetben pedig a rajongók hetente visszatérnének, attól tartva, hogy lemaradnak valamilyen fontos részletről, ami a nagyobb univerzum szempontjából lényeges.”
2018 novemberében a Parrot Analytics, amely „az online interakciókat mérve vizsgálja, hogyan kapcsolódnak a nézők egy tévéműsor brandjéhez, beleértve a globális fájlcserét, a peer-to-peer forgalmat és a közösségi média aktivitását”, A S.H.I.E.L.D. ügynökeit a világ legkeresettebb tévésorozatai közé sorolta, a legjobb 0,03%-ba, és „Csodálatosnak” minősítette. Azonos keresletű sorozatok között szerepeltek a Better Call Saul, a Gyilkos elmék és a Vikingek, míg A S.H.I.E.L.D. ügynökei nagyobb keresletet mutatott, mint olyan sorozatok, mint a The Originals – A sötétség kora, a Supergirl, A zöld íjász és a Fear the Walking Dead. A S.H.I.E.L.D. ügynökei a hetedik évad „A Trout in the Milk” című epizódjában sorozatrekordot döntött, 0,2-es értékelést kapott a 18-49 éves korosztályban, míg a „Brand New Day” című epizód a legalacsonyabb kezdeti nézőszámot hozta, mindössze 1,25 millióval.

### Kritikai visszhang
Az első évadra a Rotten Tomatoes nevű kritikagyűjtő oldal 88%-os értékelést kapott, 7,8/10-es átlagpontszámmal, 72 kritika alapján. Az oldal összegzése szerint: „A S.H.I.E.L.D. ügynökei biztosan elnyeri a képregényrajongók tetszését, de az erős szereplőgárda és a lendületes tempó segít abban, hogy ez az átlagnál jobb szuperhős-sorozat a nem rajongók számára is élvezhető legyen.” A Metacritic, amely súlyozott átlagot alkalmaz, „általánosan kedvező” 74-es pontszámot adott az évadra, 33 kritika alapján.
A második évad 91%-os értékelést kapott a Rotten Tomatoes oldalon, 7,7/10-es átlagpontszámmal, 33 kritika alapján. Az oldal összegzése szerint: „A S.H.I.E.L.D. ügynökei második évadára magabiztosabbá válik, enyhítve a kezdeti gyermekbetegségeket a karakterekre való fókuszálással, miközben fokozza a történet izgalmait.” A harmadik évad 100%-os értékelést kapott a Rotten Tomatoeson, 8,2/10-es átlagpontszámmal, 22 kritika alapján. Az oldal összegzése így szól: „A harmadik évadban is tovább fejlődik A S.H.I.E.L.D. ügynökei, és egyre inkább megtalálja a saját hangját az izgalmak, a humor és az érzelmek ötvözésével.”
A negyedik évad 96%-os értékelést kapott a Rotten Tomatoes oldalon, 7,8/10-es átlagpontszámmal, 25 kritika alapján. Az oldal összegzése szerint: „A S.H.I.E.L.D. ügynökei sötétebb vizekre evez a negyedik évadban, izgalmasan mutatja be a Szellemlovast, ezzel pedig egy akciódús, új fejezetet nyit a Marvel sötétebb mitológiáiban.” Az ötödik évad 100%-os értékelést kapott a Rotten Tomatoes-on, 7,9/10-es átlagpontszámmal, 23 kritika alapján. Az oldal összegzése így szól: „A S.H.I.E.L.D. ügynökei merész fordulatokat és nagyszabású történetmesélést kínál, amelyek kiemelik az ötödik évadot a zsúfolt Marvel Moziverzumból, és saját helyet teremtenek neki.”
A hatodik évad 93%-os értékelést kapott a Rotten Tomatoes oldalán, 7,7/10-es átlagpontszámmal, 15 kritika alapján. Az oldal összegzése szerint: „Hat évad után A S.H.I.E.L.D. ügynökei tovább mélyíti az űr és a hősök közötti kapcsolatok feltérképezését.”A hetedik évad 100%-os értékelést kapott ugyanott, 8/10-es átlagpontszámmal, szintén 15 kritika alapján. A konszenzus így szól: „Szívhez szóló és a színészgárda összhangja tartja össze, A S.H.I.E.L.D. ügynökei utolsó évada méltó búcsú egy szeretett csapattól.”

### Elismerések
A The Atlantic 2015-ben a 4,722 óra című epizódot az egyik legjobb tévés epizódnak nevezte. Az ötödik évad elnyerte a ReFrame Stamp díjat, amelyet az alulreprezentált nemi identitásokkal és színes bőrű személyekkel történő foglalkoztatásért adtak.